# Howie Hawkins
Pour les articles homonymes, voir Hawkins.
Howard Gresham Hawkins (né le 8 décembre 1952) est un syndicaliste et militant écosocialiste américain. Cofondateur du Parti vert des États-Unis, il est le candidat pour ce parti à l'élection présidentielle de 2020. Il est l'instigateur du Green New Deal écosocialiste en 2010, et vise la construction d'un parti populaire indépendant et anti-capitaliste en opposition au duopôle bipartite démocrate/républicain.
Hawkins a joué un rôle leader dans les mouvements pacifistes, anti-nucléaires et ouvriers depuis les années 1960. Il fut maçon puis camionneur et de 2001 jusqu'à sa retraite en 2017, Hawkins a travaillé au déchargement des camions la nuit pour United Parcel Service (UPS).   
Hawkins s'est présenté à plusieurs élections, sans succès. En 2006, Il a été candidat du Green Party of New York (en) au Sénat américain . En 2010, le Green Party recueille les 50 000 signatures qui lui permette de se présenter comme candidat au poste de gouverneur de New York. En 2014, Hawkins se présente à nouveau pour le même bureau et a obtenu 5% des voix. Il a aussi été candidat au poste de maire de Syracuse (New York) en 2017 et de nouveau au poste de gouverneur de l'État en 2018.

## Jeunesse et carrière
Howard Gresham Hawkins est né à San Francisco, en Californie, en 1952, et a grandi à San Mateo dans ce même État. Son père était avocat. Il fut aussi un étudiant-athlète de football américain et de lutte à l'université de Chicago et a servi dans l'unité de contre-espionnage du projet Manhattan (mise au point de la bombe atomique) pour l'armée américaine pendant la Seconde Guerre mondiale. 
Howard Hawkins est devenu politiquement actif à l'âge de 12 ans, quand il a vu comment le parti antiségrégationniste Mississippi Freedom Democratic Party a été rejeté lors de la convention démocrate de 1964. Hawkins rapporte avoir été enrôlé en juin 1972, à l'âge de 19 ans, et intégré dans les Marines, malgré son activisme antiguerre antérieur. Cependant, il déclare qu'il n'a jamais été mis en service actif. En 1972, Hawkins fit campagne pour le candidat du Liberty Union Party (en), Bernie Sanders, au poste de sénateur et de gouverneur.
D'abord maçon, Hawkins deviendra membre du syndicat des conducteurs routiers dans l’entreprise postale UPS où il déchargeait les colis la nuit.

## Le Green Party
Dans les années 1980, Hawkins a rejoint le mouvement écologiste. En 1988, il fonde avec Murray Bookchin le Left Green Network « comme une alternative radicale aux écologistes libéraux américains », basé sur les principes de l'écologie sociale et du municipalisme libertaire  Au début des années 1990, lors d'une conférence de presse à Washington DC, Charles Betz, Joni Whitmore, Hilda Mason et Howie Hawkins annoncent la formation du Green Party USA. Plus tard en décembre 1999, Mike Feinstein et Hawkins ont écrit le Plan pour un parti vert national unique qui avait pour but d'organiser l'ASGP et le GPUSA en un seul parti vert. Candidat naturel, Hawkins a participé à plusieurs élections pour le Sénat et à la Chambre des représentants des États-Unis à New York.  En 2010, il a dépassé le seuil de 50 000 voix nécessaires pour se maintenir lors de l'élection du gouverneur de l'État, et quatre ans plus tard, il en mobilisa suffisamment pour déplacer la ligne du Parti vert au rang D car il avait fait un tiers de plus que le Working Families Party et deux fois plus que le Independence Party.  Cependant, en 2018, il a perdu 80 000 voix, mais a assuré l'accès au scrutin et n'a été rétrogradé que d'un rang, au rang E . 
En 2012, Hawkins a été sollicité pour se porter candidat à la nomination du Parti vert, mais a refusé en raison de son statut d'employé chez UPS lui interdisant de briguer des postes au delà de New York.  À sa retraite, Hawkins a été sollicité pour accompagner un projet de mouvement, par une lettre publique qui lui a été adressée par les anciens candidats à la vice-présidence verte Cheri Honkala et Ajamu Baraka, l'ancien candidat et colistier de Ralph Nader lors de la présidentielle de 2008, Matt Gonzalez et d'autres membres éminents du Green Party.  

## Positions politiques
En 1993, Hawkins a promu le communisme libertaire ainsi que le municipalisme libertaire, comme la « meilleure façon d'intégrer le contrôle des travailleurs et le contrôle communautaire dans un processus de changement social qui aboutit finalement à un Commonwealth coopératif sans marché, sans argent et sans état ». Hawkins est également membre des Industrial Workers of the World. En septembre 2001, il est co-signataire du Premier manifeste écosocialiste international aux côtés de Michael Löwy, et Joel Kovel entre autres... 
Hawkins n'est pas d'accord avec les stratégies « inside-out » et de « parti dans le parti » préconisées par les Démocrates progressistes tels que les Democratic Socialists of America ou par des politiciens comme Bernie Sanders. Il milite pour unifier la classe prolétarienne dans un parti de gauche indépendant, à adhésion directe, organisé par sa base.  
Hawkins est le premier politicien à avoir proposé un Green New Deal dans sa plateforme électorale de 2010.   
Partant du principe que le capitalisme est le responsable direct du changement climatique et du désastre environnemental, il propose un plan radical.   

### Le Green New Deal

#### Charte des droits économiques
- Garantie de l'emploi
- Revenu de base garanti
- Un toit pour tous
- Contrôle des loyers
- Logement social
- Plan de mobilité
- Systèmes de transports régionaux
- Voiture électrique
- Service public de sécurité sociale et couverture santé universelle medicare for all
- Éducation publique gratuite à vie
- Crêche et garde d'enfants gratuits pour tous
- Aide aux écoles publiques - réduire la taille des classes à 15 élèves
- Enseignement supérieur public gratuit - technique et académique
- Fond de prêt-étudiant pour l'allégement de la dette étudiante
- Une retraite sûre

#### Programme de reconstruction de l'économie verte
- Viser 100% énergies renouvelables en 2030
- Services publics d'électricité
- Nationaliser les grands pétroliers et gaziers
- Système ferroviaire à grande vitesse inter-États
- Habitat propre
- Pompes à chaleur
- Toits solaires
- Efficacité énergétique
- Internet à haut-débit inter-états
- Reconstruction des infrastructures
- Sourcing et fabrication propre
- Réforme agraire
- Recyclage zéro déchets

#### Financement
- Coupes budgétaires dans le budget de la défense (-75%) pour le recentrer sur le social, comme le proposait le candidat Robert Kennedy en 1968[3]
- Annulation des niches fiscales
- taxes progressives, écologiques et bancaires

### Légalisation du cannabis
- Légaliser le Cannabis et dépénaliser les drogues
- Traiter la toxicomanie comme un problème médical
- Mettre fin à la guerre contre les drogues
- Utiliser les fonds alloués à cette guerre pour la recherche, l'éducation, le suivi et un traitement élargis.

Selon Hawkins, des preuves scientifiques montrent que la consommation de cannabis est moins toxique et problématique socialement que la consommation d'alcool et tabac et que la criminalisation est motivée par des préjugés idéologiques et raciaux.
Il demande l': 
- Amnistie et libération de toute personne incarcérée ou en attente de jugement pour usage, vente ou culture de cannabis.
- Amnistie des condamnations antérieures.

Il veut : 
- Interdire aux multinationales pharmaceutiques, agro-industrielles et de l'alcool et du tabac, d'exploiter la légalisation du cannabis
- Encourager la propriété par les travailleurs des entreprises de cannabis
- Favoriser des méthodes de production biologique et protéger les consommateurs contre les pesticides et les intrants dangereux
- Résister aux tentatives d'utiliser cette nouvelle industrie du cannabis pour financer des programmes sociaux par le biais de taxes sur le «péché».

Mais souhaite taxer les riches et les multinationales pour payer les écoles et les soins de santé.

## Campagne pour l'élection présidentielle de 2020
Le 3 avril 2019, Hawkins annonce former un comité exploratoire pour préparer une candidature potentielle à la nomination présidentielle du Parti vert pour l'élection présidentielle de 2020 pour enfin lancer sa campagne le 28 mai 2019 à Brooklyn, New York.    
Le 23 août 2019, la campagne Hawkins annonce qu'elle répond aux critères lui permettant d'être éligibles aux fonds fédéraux de financement de campagne (en) pour la Californie et New York. La campagne devait recevoir 5 000 $ de dons des résidents, limités à 250 $ par contributeur, dans au moins 20 États pour être admissible aux fonds fédéraux. Seule sa campagne et celle du Démocrate Steve Bullock ont demandé de tels financements pour la période des primaires.
Le 26 octobre 2019, Hawkins reçoit le soutien du Socialist Party USA dans son effort d'unifier les petits partis de gauche américains, puis en novembre, il obtient la nomination du parti Solidarité (en) (Solidarity),
Le 11 juillet 2020, Hawkins est officiellement désigné comme le candidat du Green Party pour l'élection présidentielle de 2020. Sa plateforme inclut le Green New Deal, financé en partie par des coupes dans le dépenses militaires, le Medicare for All, une garantie d'emplois fédéraux, un salaire minimum de $20 et un revenu minimum.